# Брезици (Дервента)
Брезици (серб. Брезици, хорв. Brezici) — населенный пункт (деревня) в общине Дервента, который принадлежит энтитету Республике Сербской, Босния и Герцеговина. По результатам югославской переписи населения 1991 года в Брезицах проживало 621 человек.

## Население
В населении деревни преобладают хорваты.
| 1991                           | - | - | - | - | - | - |
| ------------------------------ | - | - | - | - | - | - |
| 611                            | - | - | - | - | - | - |
| Гистограмма динамики населения |   |   |   |   |   |   |

### Национальный состав
1991 год:
- сербы — 1 (0,16 %);
- хорваты — 604 (97,26 %);
- югославы — 5 (0,8 %);
- мусульмане — 0;
- другие — 11 (1,77 %).